# Unter anderen Umständen: Das verschwundene Kind
Das verschwundene Kind ist ein deutscher Fernsehfilm nach einem Drehbuch von Daniel Schwarz und Thomas Schwebel in der Regie von Judith Kennel aus dem Jahr 2015. Es handelt sich um die zehnte Folge der Krimiserie Unter anderen Umständen mit Natalia Wörner in der Hauptrolle.

## Handlung
In der Nacht nach seinem achten Geburtstag verschwindet Sascha Witte aus seinem Kinderzimmer. Für Kommissarin Jana Winter steht nicht eindeutig fest, dass der Junge entführt wurde. Aufgrund der schwierigen Verhältnisse, in denen er aufwächst, könnte er auch nur weggelaufen sein. Die labile und alleinerziehende Mutter verdächtigt Saschas Vater, Jürgen Lohmann, der vorbestraft ist und sich seinerzeit an Saschas älterem Bruder Marius körperlich vergangen hatte, der daraufhin verhaltensauffällig wurde und derzeit in einem Jugendheim lebt.
Nachdem ein toter Junge auf einem Spielplatz gefunden wird, gehen alle davon aus, dass nur Sascha das Opfer sein kann. Erst später stellt sich heraus, dass dieses Kind nicht der verschwundene Sascha ist, ihm aber sehr ähnlich sieht. Das Kind wurde erstickt und hat sich nachweislich gewehrt. Anhand von DNA-Anhaftungen könnte der Täter überführt werden, wenn er gefunden ist.
Jürgen Lohmann bemerkt, dass die Polizei ihn sucht und hält sich versteckt. Als er gefunden wird, leugnet er etwas mit dem Verschwinden seines Sohnes zu tun zu haben. Zudem hätte er ein Alibi, da ihm in der Nacht jemand auf den Wagen aufgefahren ist. Allerdings wüsste er nicht wer, weil er sich als Entschädigung tausend Euro geben ließ und die Polizei nicht gerufen wurde. Bei der Überprüfung seiner Angaben entdecken die Ermittler, dass ausgerechnet ihr Chef Brauner der Unfallgegner war.
Der tote Junge auf dem Spielplatz kann identifiziert werden und war drei Tage vor seinem Tod entführt worden. Daher haben die Ermittler Hoffnung, Sascha noch lebend zu finden. Jana Winter entdeckt inzwischen auf dem Geburtstagsvideo Auffälligkeiten von Saschas Onkel. Sie konfrontiert dessen Frau mit ihrer Vermutung und erfährt so, dass Andreas Krohn pädophil veranlagt ist. Da er dagegen Hormone einnimmt, wäre das Problem ihrer Meinung nach unter Kontrolle geblieben.
Die Polizei nimmt Andreas Krohn fest, als er gerade von Saschas Bruder Marius bedroht wird. Marius hatte Sascha vor seinem Onkel versteckt, weil auch er bemerkt hatte, dass sein kleiner Bruder in Gefahr war. Er selbst wurde ebenfalls mit acht Jahren von seinem Onkel bedrängt, was er Sascha ersparen wollte.

## Hintergrund
Das verschwundene Kind wurde am 13. April 2015 im ZDF als Fernsehfilm der Woche gesendet.

## Rezeption

### Einschaltquoten
Die Erstausstrahlung von Das verschwundene Kind am 13. April 2015 im ZDF verfolgten 6,62 Millionen Zuschauer, dies entsprach Marktanteilen von 20,6 Prozent.

### Kritiken
Volker Bergmeister schrieb auf Tittelbach.tv: „‚Unter anderen Umständen - Das verschwundene Kind‘ ist ein dichtes, intensives Krimi-Drama, sehr emotional erzählt und es erinnert vom Look her an skandinavische Krimis. Die Aufdeckung eines Familien-Geheimnisses ist allerdings vorhersehbar und – trotz fliegender Kamera über die norddeutsche Landschaft – der Film konventionell inszeniert.“
Bei der Frankfurter Neue Presse schrieb Ulrich Feld: „Regisseurin Judith Kennel setzt auf lang ausgespielte Szenen und die graue Melancholie kalter Wintertage. Auch die Darsteller machen ihre Sache sehr gut. Schön auch, dass der Krimi am Rande das Thema Loyalität unter Kollegen streift. Mit etwas mehr Logik hätte der Film richtig gut werden können. So blieb [trotz der Logikfehler] immerhin ein visuell fesselnd inszenierter TV-Krimi übrig.“
Bei der FAZ urteilte Matthias Hannemann: „‚Das verschwundene Kind‘ setzt auf eine Geschichte, die das Fernsehen so oft durchgespielt hat, dass man sie kaum noch anschauen mag, [aber] so stimmig wie im zehnten Fall um Jana Winter […] geht das selten über die Bühne.“ „Das ZDF hätte zum kleinen Jubiläum der Jana-Winter-Reihe keinen besseren Film abliefern können.“
Auch die Kritiker der Fernsehzeitschrift TV Spielfilm werteten positiv und schrieben: „Handwerklich solides Krimifutter.“
Ulrich Feld beschrieb mögliche Logikfehler in der Handlung:

„Erstens: Warum vergräbt ein Kindermörder die Leiche ausgerechnet im Sandkasten eines Spielplatzes, wo sie garantiert besonders schnell gefunden wird? Zweitens: Wenn Marius seinen kleinen Bruder vor dem Onkel schützen wollte, warum hat er dann das Kind umständlich versteckt und sich gar eine Pistole besorgt und ist nicht einfach zur Polizei gegangen? Er hätte sich auch gegenüber den Polizisten, die ihn verhören wollten, offenbaren können.“